# Leptorhamdia
Leptorhamdia is een geslacht van straalvinnige vissen uit de familie van de antennemeervallen (Heptapteridae).

## Soorten
- Leptorhamdia essequibensis (Eigenmann, 1912)
- Leptorhamdia marmorata Myers, 1928
- Leptorhamdia schultzi (Miranda Ribeiro, 1964)